# Фазотрон

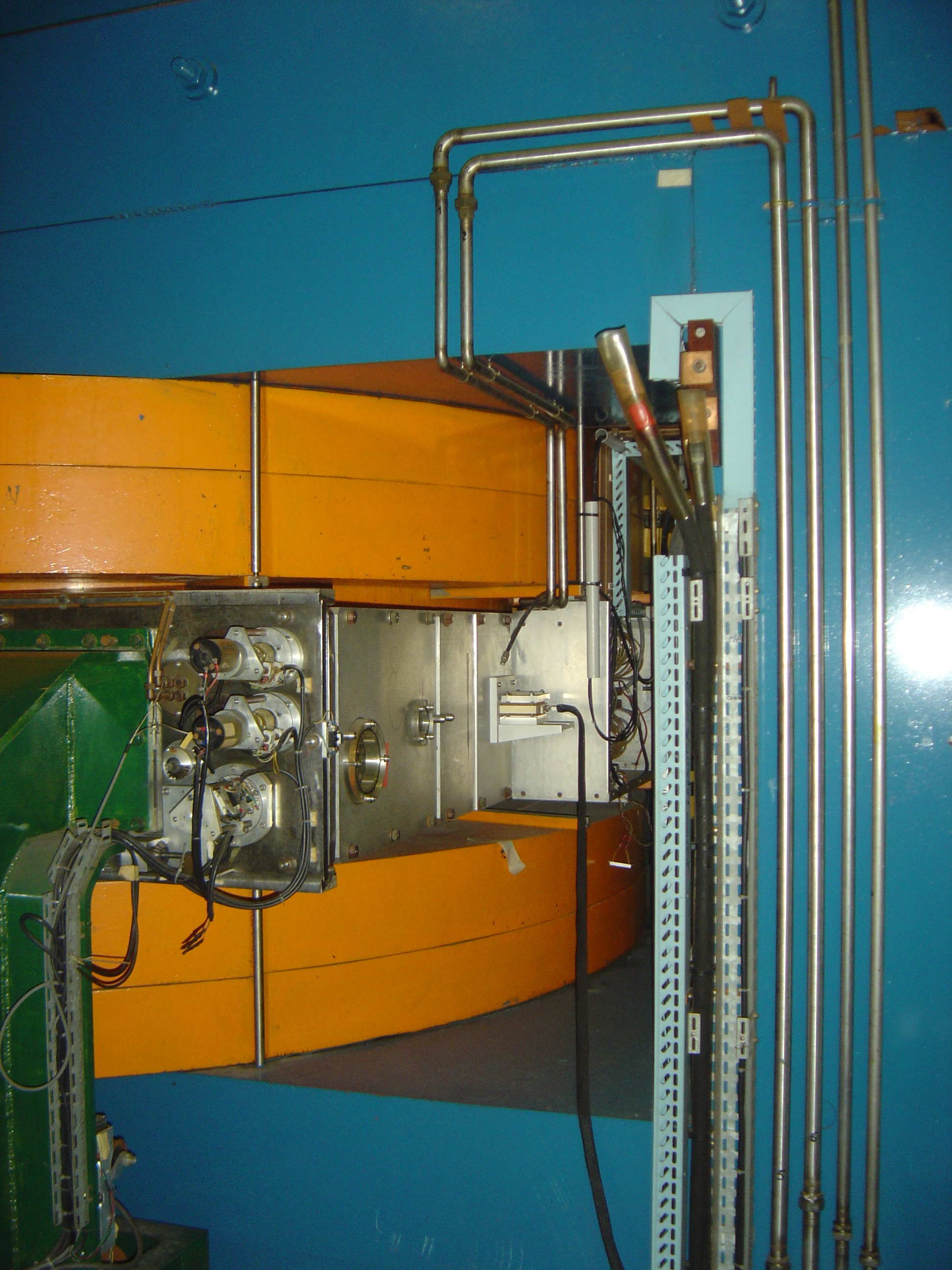
Крупный медицинский синхроциклотрон

Фазотро́н (от «фаза» + «электрон»), синхроциклотро́н (от «синхронизация» + «цикл» + «электрон») — циклический ускоритель тяжёлых заряженных частиц (протонов, дейтронов, ионов и др.), в котором магнитное поле однородно и постоянно во времени, а частота ускоряющего электрического поля меняется.
В физике высоких энергий этот тип ускорителей считается устаревшим, однако он всё ещё используется, например, в медицине.
19 июня 2014 года 600 МэВ синхроциклотрон ЦЕРН, первый ускоритель высокой энергии в ЦЕРН (CERN), работавший с 1957 по 1990 годы на важнейшие эксперименты по физике частиц, такие как Muon g-2 и ISOLDE, был признан памятником истории Европейского физического общества (EPS Historic Site).

## Принцип действия
В своих основных чертах принцип действия и устройство синхроциклотрона те же, что и у циклотрона. Отличием является компенсация эффекта релятивистского запаздывания путём соответствующего снижения частоты ускоряющего поля.
Синхроциклотрон функционирует в режиме повторяющихся с определённой частотой интервалов ускорения. Частота ускоряющего электрического поля в рабочей части каждого интервала падает в соответствии с энергией частиц, а в конце интервала возвращается к своему начальному значению.
Данный принцип отражён в названии ускорителя — синхроциклотрон.